# Прапор Вроцлава

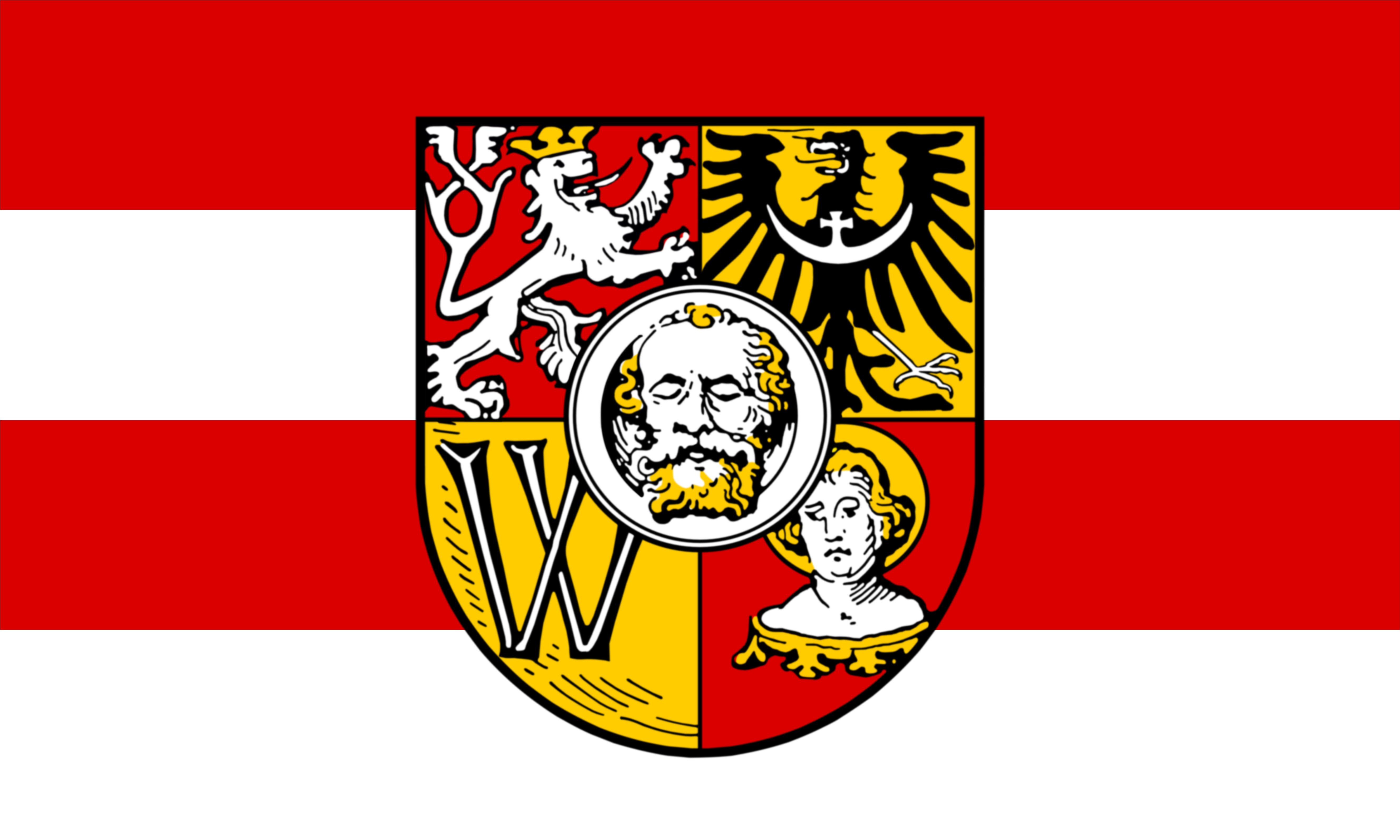
Прапор Вроцлава до 1938 року

Прапор Вроцлава — один з символів міста Вроцлав.
Прапор Вроцлава складається з двох рівновеликих горизонтальних смуг: верхньої червоної та нижньої жовтої. Співвідношення ширини і довжини прапора: 5:8. Допускається розміщувати герб на тлі прапора. При вертикальному вивішуванні біля древка розміщується червона смуга.